# Pleuropetalum tucurriquense
Pleuropetalum tucurriquense är en amarantväxtart som beskrevs av John Donnell Smith. Pleuropetalum tucurriquense ingår i släktet Pleuropetalum och familjen amarantväxter. Inga underarter finns listade i Catalogue of Life.